# 中新馬

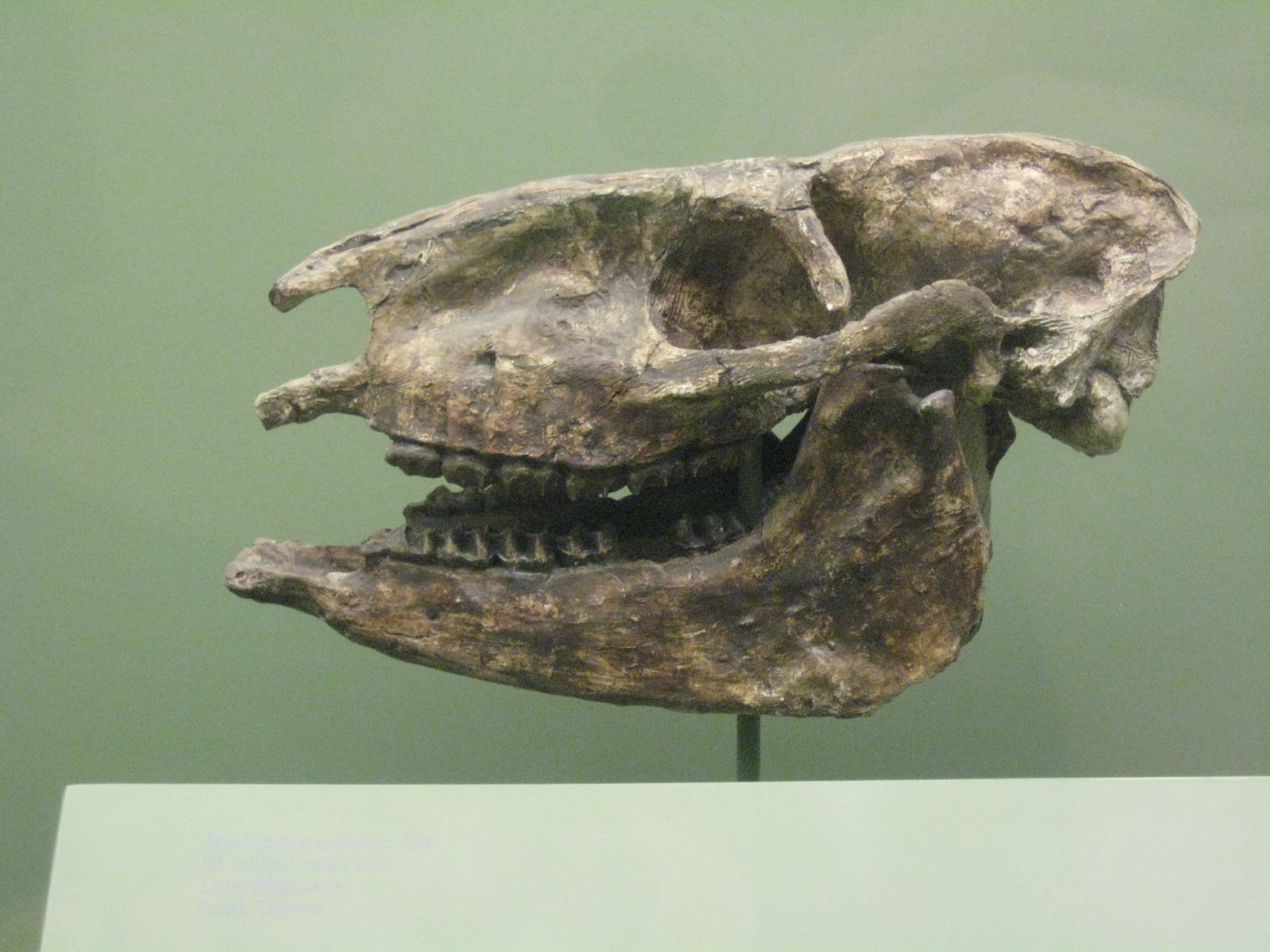
中新馬的頭顱骨化石

中新馬是中马属（學名：Miohippus）的通称，是一屬史前的馬。牠們生存於始新世晚期至漸新世早期的北美洲。相信牠們是從漸新馬中分支開來的，雙方並且共存了達400-800萬年之久。
漸新馬於漸新世中期已完全消失，但中新馬卻變得更為大隻。中新馬重約40-55公斤。牠們比始新世的早期馬祖先稍大，但仍比現今的馬細小。
中新馬的頭顱骨比漸新馬長。面溝更深及闊，腳踝關節完全不同。牠們的上臼齒有更多齒冠，有更多的磨擦面磨碎粗糙的食物。後來的馬類物種都有著這種特徵。
中新馬有兩個形態：一個適合森林的生活，而另一個則適合大草原生活。森林形態分支出了尖步馬，其第二及第四腳趾較長，適合原始森林的地面。

## 馬的進化
- 始祖馬--＞漸新馬--＞草原古馬--＞上新馬--＞真馬

## 其他馬的分支
- 安琪馬
- 三趾馬
- 南美土著馬
- 恐馬

## 外部連結
- Horse Evolution（页面存档备份，存于）